# Bellona
Беллона (англ. Bellona Foundation) — міжнародне екологічне об'єднання. Центральний офіс об'єднання розташовано в столиці Норвегії — Осло. Об'єднання «Bellona» розпочало свою роботу як неурядова організація 16 червня 1986 року.

## Діяльність
Некомерційна суспільна організація «Беллона» була утворена 16 червня 1986 року. Офіційне назва — екологічне об'єднання «Bellona».
На прикінці1980-х років «Bellona» здобула популярність завдяки видовищним акціям, які були організовані проти низки норвезьких промислових компаній.
З 1996 року назва «Bellona» зустрічалося у ЗМІ РФ після публікації докладу про небезпеку на Північному Заході Росії, який викликав невдоволення російських спецслужб. За підозрою в шпигунстві був заарештований співробітник організації «Bellona», колишній офіцер флоту Олександр Нікітін. Справа Нікітіна закінчилося повним зняттям всіх звинувачень. Ця Справа зробила організацію впливовою силою, хоча й досі продовжує зазнавати сильній критиці у себе в Норвегії за комерціалізацію і «відсутність демократичних заслуг»:107, та незважаючи на критику, відкрила їй шлях до грантів норвезького Міністерства закордонних справ:143.
Екологічне об'єднання «Беллона» працює з проблемами навколишнього середовища Арктики та північно-західного регіону Росії починаючи з 1989 року.

## Перспективи
Одним із завдань, які «Беллона» ставить перед собою, є встановлення конструктивних зв'язків між суспільством, зацікавленим у захисті свого права на сприятливе навколишнє середовище, дослідниками, які спрямовують зусилля на розвиток чистих технологій, і урядами і бізнесом, чиєю метою є підтримка ефективно функціонуючої економіки.

## Підрозділи
- Bellona Foundation (Осло, Норвегія). Основний офіс «Беллоны» знаходиться в центральному районі Осло, який називається Грюнелокка.
- Bellona USA (Вашингтон, США)

Рада директорів американського відділення «Беллоны» представлений експертами з областей, що належать до поліпшення світової екології, як впровадження технологій водневого палива, забезпечення ядерної безпеки, проблеми глобальної зміни клімату та використання газових і вугільних ресурсів без виробництва викидів парникових газів. «Беллона» стала членом міжнародної коаліції US Climate Action Network, яка об'єднує більш ста кліматичних громадських організацій, а також Міжнародного форуму з уловлювання та зберігання викидів вуглекислого газу (Carbon Sequestration Leadership Forum).
- Bellona Europe (Брюссель, Бельгія). Це підрозділ бере участь у формуванні європейської політики за такими важливими напрямками:
  - захват, зберігання і конструктивне використання викидів вуглекислого газу
  - забруднення водного простору і морських екосистем
  - утилізація та оброблення суден
  - питання ядерної та радіаційної безпеки в Росії
  - зберігання, збір і переробка відходів електричного та електронного обладнання (директива WEEE, прийнята радою міністрів Європейського союзу в 2002 році).
- «Беллона-Мурманськ» (Мурманськ, Росія).

Працює з 1990 року, вивчає ситуацію з діяльністю об'єктів використання атомної енергії на північно-заході Росії. У 1994 році в Мурманську був надрукований доповідь «Джерела радіоактивного забруднення в Мурманської і Архангельської областях». У 1998 році була утворена Мурманська регіональна громадська організація «Беллона-Мурманськ», яка отримала офіційний статус російської громадської організації. «Беллона-Мурманськ» активно займається пропагандою розвитку відновлюваної енергетики на Кольському півострові, особливо вітроенергетики. Проведено кілька конференцій, присвячених цій темі.
У березні 2015 року рішенням Міністерства Юстиції РФ була внесена до реєстру організацій, що виконують функції іноземних агентів, в зв'язку з чим було прийнято рішення про ліквідацію організації. 8 жовтня 2015 року організація офіційно припинила своє існування.
- Екологічний правозахисний Центр «Беллона» (Санкт-Петербург, Росія)

У другій половині 1990-х років активістів організації стали звинувачувати в різних злочинах, так виникли справи «Федорова — Мирзоянова», «Миколи Щура», «Олександра Нікітіна» та ін., що призвело до ініціативи створення правозахисної організації. Серед прихильників цього рішення були правозахисники Борис Пустынцев і Юрій Вдовін, адвокат Юрій Шмідт і екологічний журналіст Віктор Терешкін. У квітні 1998 року була заснована Санкт-Петербурзька громадська організація «Екологічний Правозахисний Центр „Беллона“», яка є петербурзьким офісом міжнародного екологичного об'єднання «Беллона».

## Критика
Організація є прихильником захоплення та захоронення вуглецю (поховання вуглекислоти, CSS), критикованого більшістю екологічних організацій, наприклад, Greenpeace. Технологію уловлювання та захоронення вуглецю» розглядала Міжурядова група експертів ООН зі зміни клімату в спеціальній доповіді За її даними під час захоплення вуглецю, що викидається вугільними станціями, збільшується викид інших забруднювачів; питання викликають і екологічні ризики під час ізоляції вуглецю, наприклад, у морях або підземних свердловинах. Як пропагандист CSS «Беллона» зацікавлена у співробітництві з російською нафто-газової індустрією та застосування CSS на Печорському родовищі, оскільки «використовуючи CO2 можна отримати ще більше нафти з уже наявних свердловин». З 2005 по 2008 рік «Беллона» отримала не менше 500 000 NOK (близько €55 000) від норвезької нафтової компанії «Статойл». Президент «Беллони» та низка її співробітників просувають CSS у складі Zero emissions platform (ZEP платформа), скандальність діяльності якої додає той факт, що ця структура частково фінансується за європейські гроші платників податків.
У лютому 2001 року газета Aftenposten звинуватила керівників «Беллони» в тому, що вони збагачуються за рахунок створення консультаційних фірм, переводячи «за консультаційні послуги» на рахунок цих фірм гроші, пожертвувані «Беллоні» прихильниками, а також пропонуючи заплатити на рахунок цих фірм тим підприємствам, проти яких «Беллона» протестує. Зокрема, зазначалося, що пов'язані з «Беллоною» фірми пропонували «консультаційні послуги» компанії Sande Рарег Mill, проти якої організація протестувала.
З критикою «Беллони» регулярно виступає працівник ЕЦП «Беллона» у 2000—2005 роках на Ленінградській атомній електростанції роках Сергій Харитонов, звільнений у 2000 році за публічне виявлення порушень на АЕС, наразі — незалежний дослідник проблем міста Сосновий Бор. Харитонов — автор опублікованого «Беллоною» в 2004 році доповіді про Ленінградську АЕС.
У квітні 2023 року російська Генеральна прокуратура визнала «небажаною» діяльність «Белони» в Росії.